# Црква Светог Димитрија у Добротину
Црква Светог Димитрија у Добротину, посвећена Светом великомученику Димитрију Солунском Мироточивом, налази се у насељеном месту Добротин на територији општине Липљан, на Косову и Метохији, а припада Епархији рашко-призренској Српске православне цркве. Представља непокретно културно добро као споменик културе.

## Изглед цркве
Црква посвећена Светом Димитрију у Добротину је укопана у земљу, што је знак да је подигнута у време турске власти. Подигли су је мештани села својим прилозима, како је записано у проскомидији. Црква је једнобродна грађевина, изведена притесаним каменом, у новије време омалтерисана. Унутрашњост зидова и иконостасну преграду осликао је Костандин из Велеса 1826. године, који се потписао на престоној икони Исуса Христа.
Новоизграђени парохијски дом при цркви Светог Димитрија у Добротину, освештао је 2013. године Епископ рашко-призренски Теодосије.

## Основ за упис у регистар
Одлука о утврђивању цркве Св. Димитрија за споменик културе, бр. 93 (Сл. гласник РС бр. 5 од 17. 2. 2000) Закон о културним добрима (Сл. гласник РС бр. 71/94).

## Галерија
- Грб